# Кивалы
Кивалы — деревня в Усвятском районе Псковской области России. Входит в состав сельского поселения «Усвятская волость».

## География
Находится на юге региона, у реки Удвяча, в 11 км от райцентра и волостного центра — пгт Усвяты.
Уличная сеть не развита.

## История
В соответствии с Законом Псковской области от 28 февраля 2005 года № 420-ОЗ деревня Кивалы вошла в состав образованного муниципального образования Усвятская волость.

## Население
| 2001 | 2002 | 2010 |
| ---- | ---- | ---- |
| 25   | ↘22  | ↘13  |

## Инфраструктура
Личное подсобное хозяйство.

## Транспорт
Стоит на платной федеральной дороге 58К-202.